# María del Tránsito Cabanillas
María del Tránsito Cabanillas, H.T.M.F., řeholním jménem María del Tránsito de Jesús Sacramentado (15. srpna 1821 Villa Carlos Paz – 25. srpna 1885 San Vicente) byla argentinská římskokatolická řeholnice, zakladatelka a členka kongregace Františkánských misijních terciárních sester. Katolická církev ji uctívá jako blahoslavenou.

## Život
Narodila se dne 15. srpna 1821 ve Villa Carlos Paz jako třetí z deseti dětí Felipu Cabanillasovi a Francisce Antonii Luján Sánchez. Tři její sourozenci zemřeli v dětství, zatímco jeden z jejích bratrů se stal knězem a tři sestry si zvolily zasvěcený život. Ostatní sourozenci v dospělosti vstoupili do manželství. Rodina jejího otce pocházela z Valencie ve Španělsku a emigrovala do Argentiny ve druhé polovině 18. století. Její rodiče se vzali v roce 1816. Pokřtěna byla v kapli San Rocco z rukou kněze Mariana Aguilara dne 10. ledna 1822. Biřmování přijala dne 4. dubna 1836.
První vzdělání získala doma, načež studovala v Córdobě, kde se také starala o svého bratra, který byl seminaristou, až do jeho vysvěcení v roce 1853. Po smrti jejího otce v roce 1850 se s matkou a sourozenci přestěhovala a jiné místo v Córdobě, poblíž kostela San Roque. Pomáhala matce s domácností a s péčí o sourozence. Pracovala také jako katechetka a navštěvovala chudé a nemocné. Po smrti její matky dne 13. dubna 1858 začala uvažovat o svém řeholním povolání. Ve věku 37 let se rozhodla vstoupit do III. františkánského řádu a roku 1859 do něj byla přijata.
V roce 1871 se setkala s Isidorou Ponce de León, která tou dobou zakládala v Buenos Aires klášter bosých karmelitek. V roce 1872 se do Buenos Aires přestěhovala a dne 19. března 1873 zde vstoupila do kláštera, který Isidora Ponce de León založila. V dubnu roku 1874 však musela klášter opustit kvůli špatnému zdraví. Následující září vstoupila do kláštera sester Navštívení v Montevideu v Uruguayi, ale o několik měsíců později odešla kvůli obdobným zdravotním problémům.
Rozhodla se založit řeholní kongregaci, jejíž členky by se věnovaly vzdělávání a pastorační pomoci chudým a osiřelým. V tom ji povzbuzovali spolučlenové III. františkánského řádu, zatímco kněz Agustin Garzón jí nabídl dům a zároveň ji poskytl kontakty a další potřebné znalosti. Souhlas se založením nové ženské řeholní kongregace Františkánských misijních terciárních sester získala dne 8. prosince 1878. Se svými společnicemi Teresou Fronteras a Brigidou Moyano pak složila své řeholní sliby v nové kongregaci dne 2. února 1879. Jí založená kongregace se poté rozrostla o nové členky i řeholní domy.
Zemřela dne 25. srpna 1885 v San Vicente.

## Úcta
Dne 28. června 1999 ji papež sv. Jan Pavel II. podepsáním dekretu o jejích hrdinských ctnostech prohlásil za ctihodnou. Dne 7. července 2001 byl uznán zázrak na její přímluvu, potřebný pro její blahořečení.
Blahořečena pak byla dne 14. dubna 2002 na Svatopetrském náměstí papežem sv. Janem Pavlem II.
Její památka je připomínána 25. srpna. Bývá zobrazována v řeholním oděvu.